# Ziua mondială a meteorologiei
Ziua mondială a meteorologiei se marchează din anul 1961 și reprezintă intrarea în vigoare, la 23 martie 1950, a Convenției ONU care a transformat vechea Organizație meteorologică internațională într-o organizație interguvernamentală, cunoscută sub numele de Organizația Meteorologică Mondială. Această zi semnifică intrarea în vigoare, la 23 martie 1950, a Convenției Organizației Mondiale a Meteorologiei.